# Węgierska Republika Ludowa (1949–1989)
Węgierska Republika Ludowa (WRL, węg. Magyar Népköztársaság) – nazwa państwa węgierskiego w latach 1949–1989. Członek Układu Warszawskiego i Rady Wzajemnej Pomocy Gospodarczej, jedno z państw bloku wschodniego.

## Historia
20 stycznia 1945 roku węgierski rząd tymczasowy z udziałem Komunistycznej Partii Węgier podpisał zawieszenie broni. W latach 1946–1953 kierowani przez Mátyása Rákosiego komuniści zaprowadzili w kraju reżim wzorowany na stalinowskim. W 1948 roku powstała sprawująca jednopartyjną władzę Węgierska Partia Pracujących. W ramach reform Rákosiego przyjęto nową, opartą na radzieckiej, konstytucję (1949), znacjonalizowano przemysł, przeprowadzono kolektywizację rolnictwa, wszelkie formy opozycji były tłumione za pomocą terroru i represji przez służbę bezpieczeństwa (Államvédelmi Osztály, później Államvédelmi Hatóság). W latach 1953–1955 stanowisko premiera po Rákosim przejął Imre Nagy, który proklamował stosunkowo liberalny tzw. Nowy Kurs. Mimo popularności w społeczeństwie Nagy został obalony przez twardogłowych stalinistów.
W lipcu 1956 roku, w wyniku zmian politycznych w ZSRR po śmierci Józefa Stalina i pod naciskiem Sowietów, pozbawiono władzy i wywieziono do ZSRR Rákosiego. Postawienie na czele partii jego następcy, Ernő Gerő, skompromitowało węgierskich komunistów, którzy utracili resztki zaufania społecznego. W październiku 1956 roku rozpoczęły się masowe demonstracje, którym początek dał pogrzeb ofiar sfingowanego procesu politycznego (tzw. proces Rajka). Manifestacje kontynuowano jako wyraz solidarności z polskimi wydarzeniami z października 1956 roku (tzw. polski październik, dojście do władzy Władysława Gomułki), które powszechnie postrzegane były na Węgrzech jako zmiany o charakterze systemowym. 23 października demonstrantów zaatakowali funkcjonariusze służby bezpieczeństwa, co spowodowało wybuch powstania węgierskiego 1956 i interwencję radziecką na Węgrzech. 24 października Nagy został ponownie wyznaczony na stanowisko premiera. Początkowo wynegocjował zawieszenie broni z Sowietami. Podczas krótkotrwałych rządów próbował dokonać reform: m.in. rozwiązał Węgierską Partię Pracujących, tworząc na jej miejsce Węgierską Socjalistyczną Partię Robotniczą (WSPR). Następnie rozwiązał tajną policję, ogłosił neutralność Węgier i wystąpienie kraju z Układu Warszawskiego, podjął rokowania w sprawie całkowitego wycofania Armii Radzieckiej oraz zapowiedział przywrócenie wolnych wyborów
Po tym jak Nagy ogłosił wystąpienie z Układu Warszawskiego, interwencja wojskowa ZSRR została wznowiona. Z inicjatywy Sowietów w Szolnoku utworzono „Rewolucyjny Rząd Robotniczo-Chłopski”, na czele którego stanął János Kádár. Po obaleniu rządu Imre Nagya, 7 listopada 1956 Kádár przybył wraz z rządem do Budapesztu i przejął władzę. Początkowo rządy Kádára charakteryzowały ostre represje wobec uczestników powstania, stopniowo jednak liberalizował swoją politykę, zwłaszcza w zakresie gospodarki – później także w sferze politycznej. Polityka ta, określana potocznie jako „gulaszowy komunizm” („gulasz-komunizm”), podniosła na stosunkowo wysoki poziom, jak na kraj bloku wschodniego, standard życia i przyniosła rządowi sporą popularność wśród mieszkańców. Na początku lat 60. rząd ogłosił amnestię w ramach której z więzień wyszli polityczni oraz uczestnicy powstania z 1956 roku. W 1966 roku Komitet Centralny zatwierdził wprowadzający elementy wolnego rynku Nowy Mechanizm Ekonomiczny (węg. új gazdasági mechanizmus), który rozluźnił restrykcje związane z handlem międzynarodowym, dał ograniczoną wolność pracującym w handlu i pozwolił ograniczonej liczbie ludzi działać w sektorze usług. Szczególny okres liberalizacji przypadł na czas gdy premierem kraju był Jenő Focka. Okres ten uważany jest za jeden z najbardziej wolnorynkowych w historii państw członkowskich Rady Wzajemnej Pomocy Gospodarczej.
W 1987 roku Kádár został usunięty ze stanowiska sekretarza KC MSZMP przez Miklósa Németha, który rozpoczął na Węgrzech proces transformacji ustrojowej. W tym samym roku powstało opozycyjne Węgierskie Forum Demokratyczne, domagające się zmian w ustroju politycznym i ekonomicznym. W 1989 roku, w wyniku rozmów opozycji, WSPR i organizacji społecznych (tzw. Trójkątny Stół), Węgry zostały przekształcone w państwo demokracji parlamentarnej, w którym nastąpiła reorganizacja WSPR w Węgierską Partię Socjalistyczną.